# Gehakt

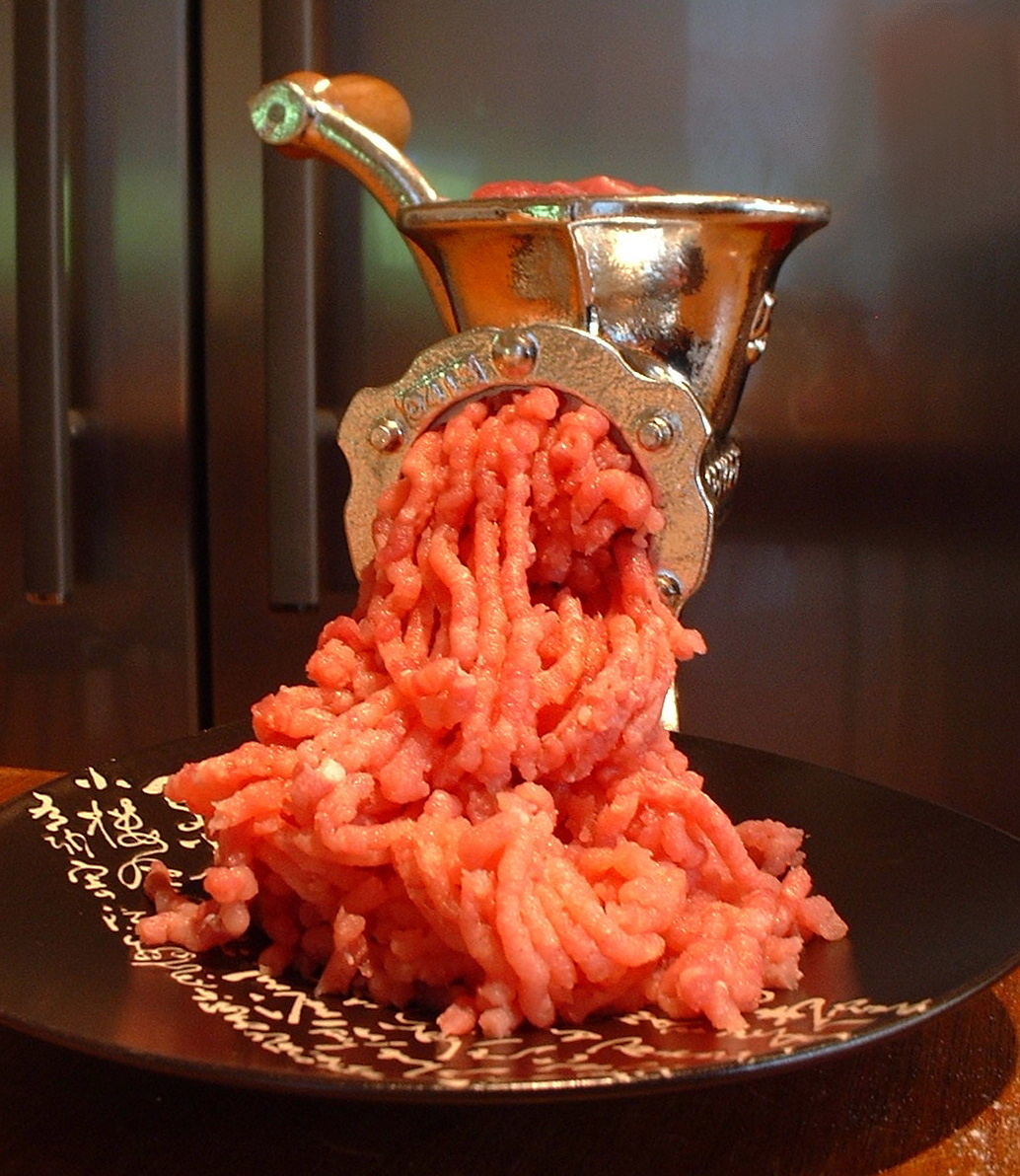
Vlees wordt door een gehaktmolen geperst.

Gehakt is – traditioneel – gemalen vlees. Meestal is het gemaakt van rundvlees of varkensvlees, maar ook van kippenvlees, of schapenvlees kan gehakt gemaakt worden. Ook een mengsel van vleessoorten is mogelijk. Gehakt wordt gemaakt door de vleesbrokken in een gehaktmolen door een matrijsplaat met meerdere gaatjes te persen.
Van oorsprong is gehakt een restproduct, bestaande uit kleine stukjes vlees die overblijven bij het slachten en fileren tezamen met vet- en bindweefselresten. Dit snijafval werd dan in kleinere stukjes gehakt (vandaar de naam) of gemalen en vermengd.
De normen voor het vetgehalte van gehakt liggen in Nederland vast in het Warenwetbesluit Vlees, gehakt en vleesproducten. Gehakt mag maximaal 25 gram vet per 100 gram vlees bevatten, mager rundergehakt maximaal 15 gram. Voor (biefstuk-)tartaar geldt een maximum van 10 gram per 100 gram. Gehakt is ook te koop onder de naam half-om-half (of halfom), dat wil zeggen dat het deels uit runder- en deels uit varkensgehakt bestaat, met een onderlinge afwijking van ten hoogste 10 procent. Een variant komt voor bij sommige islamitische slagers, een mengsel van runder- en lamsgehakt.
Gehakt heeft zeer veel gebruiksmogelijkheden. Zo wordt het gebruikt in pastagerechten, ovenschotels en voor het maken van gehaktballen, gehaktbrood, hamburgers en in de Amerikaanse keuken voor de  Salisbury steak.

## Woensdag gehaktdag
Toen in Nederland de slagers nog hun eigen vlees slachtten (ze begonnen daarmee op de maandagen), werd het restvlees op de woensdagen verkocht als gehakt, dat relatief goedkoop was. In Nederland werd in 1949 een wedstrijd gehouden voor pakkende slagzinnen. Een slager bedacht daarop de term "woensdag gehaktdag" en hij won daarmee een prijs van vijfentwintig gulden. In de jaren zestig van de twintigste eeuw werd de term door de Nederlandse reclamewereld overgenomen.
Deze aanduiding gehaktdag of woensdag gehaktdag wordt in Nederland ook gebruikt voor de verantwoordingsdag op de derde woensdag in mei. Op die dag evalueert in Nederland de Tweede Kamer sinds 2000 het financiële beheer van de regering.
Woensdag Gehaktdag is ook de titel van een roman uit 2007 waarin Richard Klinkhamer beschrijft hoe hij zijn vrouw vermoordt en haar stoffelijk overschot door de gehaktmolen draait.
Een verwante uitdrukking is gehakt maken van iemand of iets, wat betekent dat iets of iemand zwaar wordt gekritiseerd of verpletterend wordt verslagen.

## Vegetarisch gehakt
Er bestaan zonder vlees bereide varianten van gehakt, die door verschillende producenten verkocht worden als vegetarisch gehakt. Deze zijn voornamelijk gemaakt van soja. De smaak en structuur benaderen die van het vleesproduct. Volgens een test van de Consumentenbond in 2017 vonden veel mensen de vegetarische variant echter minder smakelijk. De milieu-effecten van de productie van vegetarisch gehakt zijn gemiddeld kleiner dan die van gehakt uit de gangbare veehouderij.